# Кузьниця-Маслонська
Кузьниця-Маслонська (пол. Kuźnica Masłońska) — село в Польщі, у гміні Лази Заверцянського повіту Сілезького воєводства.
Населення — 142 особи (2011).
У 1975-1998 роках село належало до Катовицького воєводства.

## Демографія
Демографічна структура станом на 31 березня 2011 року:
|          | Загалом | Допрацездатний вік | Працездатний вік | Постпрацездатний вік |
| -------- | ------- | ------------------ | ---------------- | -------------------- |
| Чоловіки | 71      | 12                 | 48               | 11                   |
| Жінки    | 71      | 8                  | 42               | 21                   |
| Разом    | 142     | 20                 | 90               | 32                   |